# Manel Camp
Manel Camp i Oliveras, plus connu sous le nom de Manel Camp (né à Manrèse en 1947) est un compositeur et pianiste espagnol, du mouvement de la Nova Cançó.